# Фіона Оукс
Фіона Оукс (англ. Fiona Oakes) — британська легкоатлетка, двадцятиразова переможниця марафонів серед них чотири світові рекорди. У шестилітньому віці стала веганкою. Бігає попри втрату внаслідок хвороби колінної чашечки у віці 17 літ. У 2013 році взяла участь в антарктичному льодовому марафоні в марафоні на Північному полюсі. Оукс керує притулком для тварин Tower Hill Stables Animal Sanctuary є послом The Vegan Society, а також патронує Captive Animals Protection Society

## Світові рекорди
у 2013 році вона стала найшвидшою жінкою у загальному часі, що завершила марафон на всіх континентах (23 год:27 хв:40 с) найшвидшою жінкою, за сумарним часом, що завершила марафон на всіх континентах і Північному полюсі (2 год:20 хв:50 с) і найшвидшою жінкою за фактичним часом котра пробігла марафон на всіх континентах включно з  Північним Полюсом (225 днів і 18 годин). 2018 року Оукс побила свій 4-й рекорд. ставши найшвидшою жінкою, котра пробігла півмарафон у костюмі тварини (корови) у Тромсо, Норвегія з результатом (1 год:32 хв:24 с)

## Інші досягнення
У  вересні 2018 року виграла забіг у своїй віковій категорії під час Atacama Crossing race.